# کریس (سلاح)
کریس (به لاتین: kris) یک خنجر نامتقارن جاوه‌ای با طرح تیغه‌های متمایز است که از طریق لایه‌های متناوب آهن و آهن نیکل دار (پامور) به دست می‌آید. کریس به خاطر تیغه مواج متمایزش معروف است، اگرچه بسیاری از آنها تیغه‌های مستقیم نیز دارند، و یکی از سلاح‌هایی است که معمولاً در هنر رزمی پنچاک سیلات بومی اندونزی استفاده می‌شود. کریس برای سده‌ها در بسیاری از مناطق اندونزی تولید می‌شود، اما هیچ‌کجا—اگرچه جزیره بالی نزدیک است—کریس آنقدر در مجموعه‌ای از دستورهای و اعمال آیینی، مراسم، پیشینه‌های اسطوره‌ای و شعر حماسی که به‌طور متقابل به هم متصل هستند، مانند جاوه مرکزی گنجانده نشده‌است. در اندونزی، کریس معمولاً با فرهنگ جاوه مرتبط است، اگرچه قومیت‌های دیگر با این سلاح به عنوان بخشی از فرهنگ خود آشنا هستند، مانند مردم بالی، ساندانی، مالایی، مادور، بانجار، بوگینی و ماکاسار. در خارج از کشور، کریس به عنوان نماد فرهنگی اندونزی در نظر گرفته می‌شود.